# 버즈 올드린
버즈 올드린(영어: Buzz Aldrin, 1930년 1월 20일 ~)은 미국의 우주 비행사로, 본명은 에드윈 유진 올드린 주니어(영어: Edwin Eugene Aldrin, Jr.)이다. 아폴로 11호에 탑승해서 닐 암스트롱 다음으로 달에 착륙했다. 닐 암스트롱에 가려져 좌절, 이혼, 알콜중독 등 비운의 나날을 보냈으나, 1995년 디즈니-픽사 애니메이션 《토이 스토리》에 그를 모티브로 한 '버즈 라이트이어'가 나온 이후 제2의 전성기를 보내며 전세계 우주 전도사로 활동하였다. 2011년에는 《트랜스포머 3》에 특별 출연 하였다.

## 생애

### 어린 시절
올드린은 1930년 1월 20일 뉴저지주 글렌 리지에서 태어났고, 미국 보이스카우트에 입단했다. 그리고 뉴저지주 몬트클레어에 있는 몬트클레어 고등학교를 졸업했으며, 미국 밀리터리 아카데미에 입대했다. 그리고 1979년에 '버즈'로 이름을 바꾸었다.

## 학력
- ~1946년: 몬트클레어 고등학교 (졸업)
- ~1951년: 미 육군사관학고 (학사)
- ~1963년: 매사추세츠 공과대학교 (박사)

### 우주비행사 시절
올드린은 1963년 10월에 미국 항공우주국에 들어갔다. 그리고 제미니 9호의 승무원이 되었으며, 후에 제미니 12호의 조종사가 되었다. 1969년에는 닐 암스트롱과 마이클 콜린스와 같이 아폴로 11호에 탑승해 달 착륙선 조종사가 되었다. 그리고, 닐 암스트롱 다음으로 달에 발을 내디뎠고, 그 후, 우주 공학자가 되어 여러 우주 탐사 계획을 세웠다.

## 같이 보기
- 항공의 역사